# 859 (numero)
Ottocentocinquantanove (859) è il numero naturale dopo l'858 e prima dell'860.

## Proprietà matematiche
- È un numero dispari.
- È un numero primo.
- È un numero odioso.
- È un numero intero privo di quadrati.
- È un numero nontotiente in quanto dispari e diverso da 1.
- È un numero palindromo e un numero ondulante nel sistema posizionale a base 22 (1H1) e in quello a base 27 (171).
- È parte della terna pitagorica (859, 368940, 368941).

## Astronomia
- 859 Bouzaréah è un asteroide della fascia principale.
- NGC 859 è una galassia spirale della costellazione della Balena.

## Astronautica
- Cosmos 859 è un satellite artificiale russo.